# 歧伞香茶菜
歧伞香茶菜（学名：Isodon macrophylla）为唇形科香茶菜属下的一个种。